# Fletcherimyia oreophilae
Fletcherimyia oreophilae är en tvåvingeart som beskrevs av Dahlem och Robert Francis Cox Naczi 2006. Fletcherimyia oreophilae ingår i släktet Fletcherimyia och familjen köttflugor. Inga underarter finns listade i Catalogue of Life.